# NGC 6409
NGC 6409 ist eine 13,8 mag helle Spiralgalaxie vom Hubble-Typ S im Sternbild Drache und etwa 284 Millionen Lichtjahre von der Milchstraße entfernt.
Sie wurde am 18. Juni 1885 von Lewis A. Swift entdeckt.